# Transzhumanizmus
A transzhumanizmus a tudománynak és technikának az ember szellemi és fizikai képességeinek fejlesztésére való felhasználását támogató nemzetközi intellektuális és kulturális mozgalom, amely szükségtelennek és nemkívánatosnak tartja az „emberi állapot” egyes jellemzőit, mint például a betegségeket, a fogyatékosságot, az öregedést és a (nem önkéntes) halált. A transzhumanisták a biotechnológiákban és más feljövő technológiákban látják a megoldást ezekre a problémákra. Előnyeik mellett ezen technológiák veszélyei, hátrányai is foglalkoztatják a transzhumanista mozgalmat.
A transzhumanizmus kifejezést (amit H+-szal vagy h+-szal is jelölnek ) gyakran használják az „ember továbbfejlesztésének” szinonimájaként. Bár a transzhumanista szó először 1957-ben jelent meg, a jelenlegi jelentése a ’80-as években alakult ki, amikor amerikai tudósok, művészek és jövőkutatók egy csoportja megalapította azt a szervezetet, amely azóta a jelenlegi transzhumanista mozgalommá nőtte ki magát. Gondolkodóik azt jósolják, hogy az emberiség idővel jelentősen átalakul, annyira más, és több lesz, hogy egy más néven (poszthumán) kell majd nevezzük. Ezért a transzhumanizmust néha „poszthumanizmusnak” is nevezik, vagy olyan átalakító aktivizmusnak, amelyet a poszthumanista ideálok motiválnak.
A nagymértékben átalakult jövőbeli emberiség transzhumanista víziója sok támogatót és kritikust vonzott. Míg egy ellenző „a világ legveszélyesebb elgondolásának” nevezte, addig egy támogató „az emberiség legmerészebb, legbátrabb, legidealistább vágyait összefoglaló mozgalomnak”.

## Története
Nick Bostrom 2005-ben megjelent, „A transzhumanista gondolat története” (A History of Transhumanist Thought) című cikkében a transzhumanizmus gyökereit a reneszánsz humanizmusban és a felvilágosodásban vélte felfedezni. Giovanni Pico della Mirandola mindenkit saját szobra megformálására szólított fel, René Descartes úgy tartotta, hogy tudományos módszere az emberi lét fejlődését fogja eredményezni, Marquis de Concordet pedig a gyógyászattól várt egyre magasabb várható élettartamot. A 20. században a transzhumanizmus közvetlen előfutára volt
IJ.B.S Haldane 1923-ban írt „Daedalus: A tudomány és a jövő” (Daedalus: Science and the Future) című esszéje amely a genetika és más fejlett biológiai tudományágak alkalmazásainak lehetséges előnyeiről szól.
Julian Huxley, Aldous Huxley – aki Haldane gyerekkori barátja volt – bátyja használta először a transzhumanizmus szót. 1957-ben a következőképpen határozta meg azt: „az ember ember marad, de túllépi saját határait miközben megvalósítja emberi természetének lehetőségeit”. Definíciója jelentősen különbözik az 1980-as években használttól.
Az egyértelműen azonosítható transzhumanista mozgalom kialakulása a 20. század utolsó évtizedeire tehető. 1966-ban FM-2030 (korábbi nevén F.M. Esfandiary) – aki a New York-i The New School for Social Research-ön tanította „az ember új koncepciói” című tárgyat – nevezte először a „posthuman”-hoz (poszthumán – ember utáni) vezető új technológiákat, életstílust és világnézetet felkaroló embereket „transhuman”-nak (a „transitory human” – átmeneti ember – rövidítéseként). 1972-ben Robert Ettinger Emberből szuperember (Man into Superhuman) című könyvével jelentősen hozzájárult a transzhumanizmus fogalmának kialakulásához. 1973-ban FM-2030 kiadta az Upwinger kiáltványt (Upwingers Manifesto), hogy felélénkítse a tudatos transzhumán aktivizmust.
Marvin Minsky számítógéptudós, a mesterségesintelligencia-kutatás egyik legjelentősebb alakja a ’60-as években írt az emberi és a mesterséges intelligencia kapcsolatáról. A későbbi évtizedekben a számítógéptudomány további befolyásos gondolkodókat adott az emberiségnek, mint például Hans Moraveket és Raymond Kurzweilt, aki a technikai fejlesztések és transzhumanista jövőkutatás területén is otthonosan mozgott.
Az első transzhumanisták a ’80-as évek elején, a Los Angeles-i University of California-n találkoztak, amely a transzhumanista összejövetelek fő központjává vált. Itt tartott FM-2030 előadásokat a nézeteiről „Harmadik út” címmel. Az EZTV nevű, transzhumanisták és más jövőkutatók által gyakran látogatott médiaművészeti intézményben mutatta be Natasha Vita-More 1980-ban „Elszakadás” (Breaking Away) című kísérleti filmjét, amelynek témája az emberiség elszakadása biológiai korlátaitól és a Föld gravitációjától. FM-2030 és Vita-More később együtt szerveztek transzhumanista találkozókat Los Angelesben. 82-ben Vita-More kiadta a Transzhumanista Művészeti Nyilatkozatot (Transhumanist Art Statement) és hat évvel később létrehozta a TransCentury Update című, transzhumanista témájú kábel-TV műsort amely több mint 100 000-es nézettséget ért el.
1986-ban Eric Drexler kiadta a „A Teremtés gépei. A nanotechnológia közeledő korszaka” (Engines of Creation: The Coming Era of Nanotechnology) című könyvét amely a nanotechnológia és a molekuláris gyárak lehetőségeiről szólt, majd megalapította az Előrelátás Intézetet (Foresight Institute). Az első a krionikát kutató, támogató és végző nonprofit intézményként a Alcor Élet Meghosszabbítási Alapítvány (Alcor Life Extension Foundation) dél-kaliforniai irodája vált a jövőkutatók központi találkozóhelyévé.
1988-ban Max More megalapította az Extrópia Intézetet, 1990-ben pedig az „Extrópia Elvei” fő szerzője volt, amely nagymértékben hozzájárult a transzhumanista alapelvek kialakulásához. 1990-ben új alapokat adott a modern transzhumanizmusnak, újradefiniálva azt:
A transzhumanizmus több filozófia együttese amely utat keres a poszthumán állapot elérése felé. A transzhumanizmusnak és a humanizmusnak több közös pontja van, egyebek közt az észszerűség és a tudomány tisztelete, a fejlődés iránt való elkötelezettség és az emberi és transzhumán élet tisztelete. […] A transzhumanizmus eltér a humanizmustól abból a szempontból, hogy felismeri és üdvözli a tudomány és technika életünket megváltoztató hatásait.
1998-ban Nick Bostrom és David Pearce filozófusok megalapították a liberális demokrata beállítottságú Transzhumanista Világszövetséget (World Transhumanist Association). 1999-ben a WTA kiadta a Transzhumanista Nyilatkozatot. A szervezet által elkészített Transzhumanista GYIK (The Transhumanist FAQ) két hivatalos definíciót is ad a transzhumanizmusról:
- „Intellektuális és kulturális mozgalom, amely támogatja és kívánatosnak tartja az emberi állapot alapvető javítását, továbbá az öregedést megakadályozó technológiák széles körű terjesztését és alkalmazását, valamint az emberi intellektuális, fizikai és pszichológiai képességek nagymértékű fejlesztését.”
- „Az alapvető emberi korlátok átlépéséhez vezető technológiák következményeinek, ígéreteinek, lehetséges veszélyeinek és a kifejlesztésükhöz kapcsolódó etikai problémáknak a vizsgálata.”

Anders Sanders neves transzhumanista több hasonló definíciót gyűjtött össze weblapján.
2006-ban az Extrópia Intézet vezetői megszüntették az intézményt, megállapítva, hogy a szervezet „elvégezte küldetését”. Ezáltal a Transzhumanista Világszövetség vált az elsődleges nemzetközi transzhumanista szervezetté.

## Elmélet és gyakorlat
Bár több mozgalom kutatja a szegénység, betegség, fogyatékosság és alultápláltság visszaszorításának lehetőségeit a tudomány és a technika felhasználásával, a transzhumanizmus kiemelkedik ezek közül az emberi test mindenki által elérhető fejlesztésére való összpontosítása által. Több transzhumanista aktívan vizsgálja a jövő lehetséges technológiáit és társadalmi rendszereit minden élet minőségének javítása céljából, miközben a politikai és jogi egyenlőséghez vezető utat keresik az emberrel vele született mentális és fizikai korlátok ledöntése által.
A transzhumanista filozófusok szerint azon túl, hogy a fejlődés és javulás vágya alapvető etikai alapelv, az emberiség el fog érni egy posztdarwini állapotot, melyben képes lesz irányítani saját evolúcióját. Ebben az állapotban a természetes evolúciót a szándékos változtatások váltanák fel. Emiatt a transzhumanisták a biológiai határok leküzdésének több tudományt átfogó megközelítésének a hívei. A jövőkutatáson kívül számos tudományterület, például a filozófia, közgazdaságtan, történelem és a szociológia eredményeit is felhasználják. Sok filozófussal és társadalomkritikussal – akik morális értéket tulajdonítanak a természetes rendszerek megőrzésének – ellentétben a transzhumanisták a „természetes” fogalmát legalább problémásnak látják, rosszabb esetben pedig a haladás akadályának. Emiatt több jelentős transzhumanista utal bal és jobboldali kritikusaira mint "biokonzervatívokra" vagy "bioludditákra" (géprombolókra). A géprombolók egy tizenkilencedik századi iparosodás elleni mozgalom volt, amely az emberi munkaerő gépekkel való helyettesítése ellen küzdött.

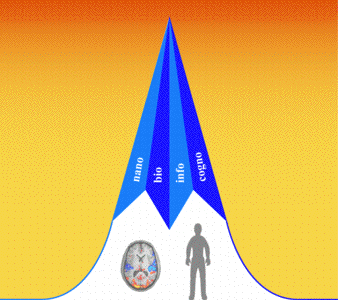
technológiák, egy 2002-es jelentés a nano-, bio-, információs és tudati technológiák (NBIC) keveredésének lehetőségeiről.

Számos transzhumanista viszonylag absztrakt, elméleti módon közelíti meg az új technológiák lehetséges előnyeit. Mások jól körülírt változtatásokat javasolnak, köztük olyanokat is amelyek öröklődnének. A transzhumanistákat gyakran foglalkoztatja az emberi idegrendszer fejlesztésének lehetőségei. Bár többen javasolják a periferikus idegrendszer módosítását is, a személyiség központjának az agyat tartják, ezért a legtöbb figyelmet erre fordítják. A transzhumanisták általában támogatják az új technológiákat, mint a nanotechnológia, biotechnológia, információs technológia és a kognitív tudomány összekapcsolódását, és az olyan lehetséges jövőbeli technológiákat, mint a szimulált valóságok, mesterséges intelligencia, elme-átvitel, és a krionika. A transzhumanisták hiszik, hogy az emberiségnék fel kell használni ezeket a technológiákat, hogy többé váljon. Ezért támogatják a tudati szabadság (a tudatállapot megváltoztatásának lehetősége), a morfológiai szabadság (a test megváltoztatásának lehetősége), és a reprodukciós szabadság mint személyiségi jogok elismerését és védelmét. Ezek garantálják az egyéneknek a fokozatos szuperhumánná válás választásának lehetőségét, amelyet az emberi faj következő jelentős evolúciós lépésének tekintenek. Egyesek szerint az embert fejlesztő technológiák lehetségessé teszik ezt a huszonegyedik század közepe felé.
Egy, az amerikai Nemzeti Tudományos Alapítvány (National Science Foundation) és az Amerikai Kereskedelmi Minisztérium (U.S. Department of Commerce) által 2002-ben készült, az Eggyéváló technológiák az emberi képességek javításáért („Converging Technologies for Improving Human Performance”) című jelentés az NBIC tudományokról szóló leírásokat és a terület neves szakértői által írt jegyzeteket tartalmaz. A jelentés ezen technológiák a transzhumanista célok – mint például a javított képességek és egészségi szint – lehetséges megvalósításában történő felhasználásáról szól. Szintén szerepel benne az emberfeletti képességek katonai felhasználásának lehetősége és a javított ember-gép kapcsolatok ipari felhasználása. Bár ezen technológiák nemzetközi megvitatása erős kritikákat kapott a transzhumanista, ezáltal tudományos-fantasztikus felhangjai miatt, az agy és a test megváltoztatását lehetővé tevő technológiák kutatása az utóbbi időkben felgyorsult az Amerikai Védelmi Minisztérium (U.S. Department of Defense) támogatása által.
Egyesek, mint például Raymond Kurzweil úgy gondolják, hogy a technológiai változások üteme egyre gyorsul. Ez a következő ötven évben nem csak áttörő technológiai fejlődést, de akár egy technológiai szingularitást is okozhat amely alapvetően változtatná meg az emberiség természetét. Azok a transzhumanisták, akik szerint az esemény lehetséges, úgy gondolják, hogy szükséges is. Ugyanakkor sokan aggódnak a rendkívül gyors technológiai változások veszélyei miatt, ezért lehetőségeket keresnek a fejlett technológiák felelősségteljes felhasználásaira. Bostrom részletesen írt az emberiség létét fenyegető kockázati tényezőkről, például az új technológiák veszélyeiről.
Gyakorlati kérdésekben mint az egyén fejlődésének és a test módosításának támogatói, a transzhumanisták általában használják azokat a jelenleg elérhető technikákat és technológiákat, melyek javítják a tudati és fizikai teljesítőképességet. Emellett igyekeznek olyan életstílust élni, amely javítja az egészségi állapotukat, illetve amely mellett várhatóan minél magasabb életkort érhetnek meg. Koruktól függően egyes transzhumanisták aggódnak amiatt is, hogy esetleg nem fogják megérni a jövő technológiáinak majdan köszönhető lehetőségeket. Ezért többen érdeklődnek az emberi élet meghosszabbítását ígérő lehetőségek iránt, ugyanakkor támogatják a krionika kutatását, hogy az minél előbb konkrét lehetőség legyen a jelenlegi, még bizonyítatlan elmélet helyett. Léteznek területenkénti és globális transzhumanista közösségek is többféle célkitűzésekkel, lehetőséget adva a terület témáinak megvitatására.

## Irányzatai
Többféle transzhumanista világkép létezik. A transzhumanista gondolkodók többsége összetett és egyedi nézeteket vall amelyeket állandóan fejlesztenek és felülvizsgálnak. A következő lista a transzhumanizmus fő irányzatait foglalja össze:
- Demokratikus transzhumanizmus: A liberális demokráciát, a szociáldemokráciát és a transzhumanizmust ötvöző politikai filozófia.[21]
- Extrópiánizmus: A transzhumanizmus egy korai iskolája, amelyet az emberi evolúció proaktív (a változtatásokat támogató) megközelítése jellemez.[15]
- A hedónista parancsolat: A technológiák minden létforma szenvedését megakadályozó felhasználását kötelességként felfogó morális filozófia.
- Libertárius transzhumanizmus: A libertáriánizmust és a transzhumanizmust ötvöző politikai filozófia.[22]
- Posztgenderizmus: A nemek fejlett biotechnológia és reprodukciós technológiák segítségével való eltörlését támogató szociális filozófia.[23]
- Szingularitáriánizmus: A technológiai szingularitást lehetségesnek tartó és annak biztonságos eléréséhez szükséges hatásokat kiváltó tetteket támogató morális filozófia.[18]

## Spirituális megközelítése
A transzhumanisták túlnyomó része nem vallásos, legtöbbjük agnosztikus vagy ateista. Néhányan keleti filozófiai hagyományokat követnek vagy mint például a mormon transzhumanisták, elméleteiket össze tudták egyeztetni a hagyományos nyugati vallásokkal. Világi nézeteik ellenére több transzhumanista hisz vallásokra jellemző elméletekben, mint például a halhatatlanság. Több, a 20. század végén keletkezett ellentmondásos új vallási mozgalom – mint például a raelizmus – kifejezetten támogatta a transzhumanista célokat, például az elme és a test technológiai úton való fejlesztését. Míg a legtöbb transzhumanista gondolkodó a technológia gyakorlati felhasználására koncentrál, egyesek szerint a neuroteológia és a neurotechnologiai alkalmazások által az emberiség jobban megértheti a megváltozott tudatállapotú tapasztalatokat, melyeket sokszor spirituális élményekként, ezáltal mélyebb önismereti forrásokként kezelnek.
A transzhumanisták többsége materialista, aki nem hisz a lélek létezésében. A transzhumanista személyiség elmélet ellenzi az embereket kizárólagos morális szereplőkként való azonosítását, elítélve az állatok és a fejlett gépek etikai megfontolásokból való kizárását. Többen hisznek az emberi elme és a számítógéphardverek kompatibilitásában, és ennek következményeként az emberi elme alternatív médiákra való átültethetőségében. Az utóbbi ötlet egy szélsőséges megvalósulását találhatjuk meg Frank Tipler omega pont elnevezésű elméletében, bár Tipler nem tarja magát transzhumanistának. A digitalizmusból merítő elmélet szerint az univerzum több milliárd év múlva bekövetkező összeomlása lehetővé teheti az emberiség fennmaradását egy megaszámítógépben futó szimulált valóságban, így valósítva meg a „poszthumán isteni állapot”-ot. Tiplert Pierre Teilhard de Chardin – egy jezsuita teológus és paleontológus – írásai inspirálták, aki az evolúció végeredményként egy globális tudatot képzelt el.
A személyiség nem biológiai hordozóra való feltöltésének ötletét és az annak alapjául szolgáló feltételezéseket tudósok és aktivisták széles köre kritizálta. A kritikák néha a transzhumanizmust magát, néha az ötlet kitalálóinak tartott Marvin Minskyt és Hans Moravecet célozták. Egyesek szerint a feltöltés megvalósíthatóságának reménye egyfajta spirituális monizmust – az idealizmus egy variációját – fogja eredményezni. Fundamentalista keresztény perspektívából nézve pedig az elmefeltöltés gondolata az emberi test szentsége elleni támadásként is értelmezhető. A transzhumanizmus és annak forrásait több elemző jellemezte neognosztikus mozgalomként.
A transzhumanizmus és a hit kapcsolatával először 2004-ben, Torontóban tartott szeminárium foglalkozott hivatalosan. Mivel a mozgalom hasonló kérdésekre próbál választ adni, mint sok vallás, több kritikus kezelte a transzhumanizmust vallásként, de legalább pszeudovallásként. A transzhumanisták szerint a transzhumanizmus nem vallás, bár tudatában vannak annak, hogy a mozgalom egyes irányzatai lehetnek vallásosak bizonyos értelemben. A vallásos kritikusok hibásnak tartják a transzhumanizmus filozófiáját, mivel az nem ír le örök igazságokat, illetve nem beszél az istenségekkel való kapcsolatunkról. Szerintük az olyan filozófiák amelyek hiányosak ebből a szempontból az embereket a posztmodern cinizmus és anómia sötétségében hagyja. A transzhumanisták szerint ezek a kritikák nem veszik figyelembe a transzhumanista filozófia igazi tartalmát, amely szerintük nagyon messze áll a cinizmustól: optimista, idealista gyökerei a felvilágosodásig nyúlnak vissza.

## A transzhumanizmus az irodalomban és a művészetben

A Borg – fiktív faj a Star Trek c. filmsorozatban, amely a nanotechnológia és a biokibernetika ötvözésével vált embertelen és könyörtelen, egyedeit bábokká alacsonyító hangyatársadalommá

A mozgalom megjelenésének időszakában a transzhumanista témák egyre népszerűbbek lettek az irodalmi művekben. A kortárs tudományos-fantasztikus irodalom gyakran ír pozitívan a technika által jelentősen könnyebbé tett emberi létről utópisztikus, különösen techno-utópisztikus társadalmakban. Ugyanakkor a sci-fi irodalom továbbfejlesztett embereiről szóló elképzelések gyakran tartalmaztak intő jeleket. A pesszimistább forgatókönyvek a balul végződő emberi génmanipuláció rémisztő vagy disztópikus eseteit írják le. A transzhumanista mozgalom megjelenését megelőző évtizedekben több transzhumanista téma jelent meg olyan írók spekulatív műveiben, mint például Robert A. Heinlein (Lazarus Long sorozat, 1941-87), A. E. van Vogt (Slan, 1946), Isaac Asimov (Én, a robot, 1950), Arthur C. Clarke (A gyermekkor vége, 1953) és Stanisław Lem (Kiberiáda, 1967).
A cyberpunk műfaj, például William Gibson Neurománca (1984) és Bruce Sterling Schismatrixa (1985) még nagyobb figyelmet szentelt az emberi test megváltoztatásának. További regények, amelyek széles körű párbeszédet indítottak a témában: Greg Bear: A vér zenéje (1985), Octavia Butler: Az idegen eredet trilógia (The Xenogenesis Trilogy), Iain Banks Kultúra-regényei (1987-2008), Nancy Kress: Koldusok (The Beggars Trilogy) (1991-1994), Greg Egan legtöbb műve az 1990-es évek eleje óta, mint például a Permutációváros (Permutation City) (1994) és a Diaszpóra (1997), Linda Nagata: The Bohr Maker (1995), Richard Morgan: Valós halál (2002), Margaret Atwood: Guvat és Gazella (Oryx and Crake) (2003) és Michel Houellebecq: Egy sziget lehetősége.
A jövőről szóló transzhumanista forgatókönyvek más médiában is népszerűek lettek a huszadik század vége és a huszonegyedik század eleje felé. Ezek megtalálhatók képregényekben (Amerika Kapitány, 1941; Him, 1967), filmekben (2001: Űrodüsszeia, 1968; Szárnyas fejvadász, 1982; Gattaca, 1997), televíziós sorozatokban (A hatmillió dolláros ember, 1966; Ki vagy, doki?, 1974; Star Trek: Az új nemzedék, 1989; Csillagkapu, 2000), több manga és anime sorozatban (Apleseed, 1985; Ghost in the Shell, 1989 és a Gundam SEED 2002), számítógépes játékokban (Metal Gear Solid, 1998; Deus Ex, 2000; Half-Life 2, 2004), és szerepjátékokban (Shadowrun, 1989). A Transhuman Space nevű 2002-ben megjelent szerepjáték 2100-ban játszódik, amikor az emberiség elkezdte kolonizálni a Naprendszert ahol egyre több ember próbálja elérni a teljes poszthumán állapotot. Ezen művek legtöbbjét a cyberpunk vagy a posztcyberpunk kategóriába sorolják.
A korábbiakban említett Natasha Vita-More és az általa gondozott Transhumanista Művészet És Kultúra Központ munkáin kívül több vizuális és előadói művészi területen is megjelentek transzhumanista témák. A testi művészet – amelynek első képviselője a francia Orlan volt – az emberi testet, mint szobrot formálja plasztikai sebészeti módszerekkel. Michael Jackson plasztikai sebészetet használt külsejének megváltoztatására. Az ausztrál Stelarc nevű művész munkája a robot protézisekkel és szövettervezéssel módosított emberi testre összpontosít. A transzhumanizmus megjelenésével és virágzásával kapcsolatba hozható művészek közül Marina Abramovic jugoszláv performance művészt és az amerikai Matthew Barney média művészt emelhetjük még ki. 2005-ben a Massachusettsi Kortárs Művészeti Múzeum Állattá Válás (Becoming Animal) című kiállítása tizenkét művész munkáit mutatta be amely a technológiák az emberi és a nem emberi határait elmosó hatásairól szólt.

## Vitatott kérdések
Az ember "továbbfejlesztésének" ötlete és lehetősége számos vitát eredményezett annak ellenére, hogy a szakértők többsége a transzhumanista javaslatokat szélsőségesnek és valószínűtlennek tartotta. A kritikák két fő vonalon támadták a mozgalmat: egyesek a transzhumanista célok elérésének valószínűsége ellen tiltakoztak (gyakorlati kritikák), míg mások a transzhumanista javaslatok alapjául szolgáló morális elveket vagy világnézetet támadták (etikai kritikák). A két terület több helyen érintkezik, illetve fedi át egymást, különösképp amikor az emberi biológia megváltoztatását vizsgáljuk úgy, hogy a tudásunk nem teljes a területről.
A kritikusok gyakran tartják a transzhumanizmus céljait veszélyesnek az emberi értékekre. Egyesek szerint az emberi állapot javításának transzhumanista megközelítésének támogatása a szociális rendszertől vonna el értékes erőforrásokat. Mivel a legtöbb transzhumanista támogatja a nem technológiai alapú társadalmi változtatásokat is, mint például az emberi jogok általános védelmét és sok kritikus támogatja a kommunikációban és az egészségügyben is a technológiai fejlődést, a különbség a két tábor között gyakran csak a területek fontossági sorrendjében van.
Néha azonban jelentősen eltérnek a vélemények a bennfoglalt elvekről, eltérő nézetekkel az emberiségről, az emberi természetről és a transzhumanista törekvések erkölcsösségéről. A 2001-ben alakult amerikai központú Center for Genetics and Society nevű közérdekű szervezet kifejezetten azon transzhumanista célkitűzések ellen küzd, amelyek magukban foglalják az emberi biológia átöröklődő módosításait, mint például az ember teljes klónozása és a csíraválasztás (az utód genetikai állományának megválasztási lehetősége). A Biotechnológiai Intézet (Institute on Biotechnology) és a Human Future of the Chicago-Kent Jogi Főiskola kritikus szemmel követi a nanotechnológia és a genetika emberi alkalmazására vonatkozó kutatásokat.
A transzhumanizmus legjobban ismert kritikái regényekben és filmekben találhatóak meg. Ezeket a művészeti alkotásokat – bár inkább elképzelt világokat irnak le, mintsem filozófiai elemzéseket – sokszor használják fel formális viták építőköveiként.

### Megvalósíthatatlanság („Jövőreklám” érv)
Max Dublin szociológus 1992-ben megjelent, Jövőreklám: A prófécia egyeduralma (Futurehype: The Tyranny of Prophecy) című könyvében több olyan múltbéli jóslatra mutat rá, amelyek nem váltak valóra, és amellett érvel, hogy a jelenlegi jóslatok is hasonlóan pontatlanok lesznek. Könyvében a transzhumanista célokat támogatókat szcientizmussal, fanatizmussal és nihilizmussal vádolja és történelmi párhuzamokat vél felfedezni az ezredforduló vallásaival és a kommunista doktrinákkal. Több jelentős transzhumanista jövendölte meg a halált leküzdő technológiák eljövetelét még a saját életében. Kevin Kelly a Wired magazin alapítója szerint ezen transzhumanisták túlzott optimizmusa abban való reményüknek köszönhető, hogy talán a technológiai áttörések megmenthetik őket a haláluktól.
Gregory Stock, a közegészségügy professzora – bár általában szimpatizál a transzhumanizmussal – 2002-ben megjelent, Az emberek újratervezése: Az elkerülhetetlen genetikai jövőnk (Redesigning Humans: Our Inevitable Genetic Future) című könyvében szkeptikus az emberiség Raymond Kurzweil, Hans Moravec és Kevin Warwick által megjövendölt kiborgizációjának általános technikai megvalósíthatóságával kapcsolatban. Szerinte a 21. században az emberiség nagymértékben integrálódni fog a gépek által alkotott rendszerekkel, de elsősorban biológiai alapú marad. Az elsődleges változásokat nem a kibernetikától, hanem a közvetlen genetikai, metabolikai és biokémiai manipulációktól várja.
Bob Seidensticker 2006-ban megjelent Jövőreklám: A technológiai változások mítoszai (Future Hype: The Myths of Technology Change) című könyve szerint a mai technológiai eredményeink nem példa nélküliek. A nagy technológiai mítoszok és a csúcstechnológia túlreklámozásának bemutatásával azokat a pontatlanságokat és félreértéseket véli feltárni amelyek szerinte jellemzik a technológia elterjedt, transzhumanista megközelítését. Kifejti, hogy ezek a nézetek hogyan és miért jöttek létre, és hogy a technológiai váltózás hogyan történik szerinte valójában.
Azok a gondolkodók, akik elfogadják a rövid időn belüli nagymértékű technológiai változások lehetőségét, jelentős hangsúlyt fektetnek az emberiség múltbeli technológiai képességeinek exponenciális változási jellegére. Erre az motívumra épül például Damien Broderick 1997-ben megjelent, A tüske (The Spike) című regénye, amely egy jelentősen megváltozott jövőképet ír le. Kurzweil meglehetősen nagy részletességgel fejtette ki álláspontját a történelemben megfigyelhető exponenciális változásokról 2005-ben megjelent, A szingularitás küszöbén (The Singularity Is Near) című könyvében. Broderick rámutat, hogy több lehetetlennek tűnő, sci-fi-írók által leírt jóslat megvalósult már a múltban, mint például az atomenergia felhasználása és az űrutazás a Holdra. Szerinte a rendkívül gyors változások jóslata racionális alapokon nyugszik, és kiáll amellett, hogy Kurzweil fejlődésre vonatkozó jóslatai mar több estben valóra váltak.

### Önhittség („Istenszerep” érv)
Két jól elkülöníthető kategóriába (világi és egyházi) sorolhatók azok a kritikák, amelyeket istenszerep érvként szoktak emlegetni.
Az első kategória arra az állításra alapoz, hogy emberek nem válthatnak fel egy tényleges istent. Ezt a témát érinti a 2002-ben kiadott „Lelki közösség és gondnokság: Az Isten képére teremtett ember” című vatikáni közlemény, amely szerint „az ember genetikai identitásának megváltoztatása, ha egy embernél alacsonyabb szintű létforma létrehozásával jár, meglehetősen erkölcstelen”, utalva egyben arra a megállapításra is, hogy "az embernek teljes döntési szabadsága van saját biológiai természete fölött." Ugyanakkor ez a nyilatkozat vitatja, hogy szuperembert vagy egy spirituálisan fejlettebb lényt lehetne létrehozni, hiszen valódi fejlődést csak vallási tapasztalatokkal és Isten képének még teljesebb megvalósításával lehet elérni. Keresztény teológusok és több más egyház és felekezet amatőr aktivistái adtak hangot hasonló tiltakozásnak a transzhumanizmus ellen és kifejtették, hogy a keresztények – bár haláluk után – részesülnek az olyan radikális transzhumanista ígéretekből, mint például az örök élet és a szenvedés nélküli lét. Ebből a nézőpontból a transzhumanizmus csak egy újabb képviselője azon utópista mozgalmak hosszú sorának, amelyek mind a túlvilági létet kívánják előbb elhozni, vagyis "mennyországgá változtatni a Földet".
A második kategória főleg a szintetikus biológiát célozza – amelyet Jeremy Rifkin közgazdász és író „a létező organizmusok tökéletesítése, illetve jobb tulajdonságú teljesen újak tervezése”-ként határozott meg –, illetve azokat a törekvéseket, amelyek a transzhumanista célokat emberi embriók genetikai megváltoztatása által, „tervezett csecsemőkkel” próbálják elérni. Ezzel kapcsolatban előtérbe kerül a biokomplexitás problémája és az, hogy mennyire kiszámíthatatlanok a biológiai evolúció irányítását célzó törekvések. Az érv, amit részletesebben Stuart Newman biológus fejtett ki, arra a felismerésre alapoz, hogy az állatok klónozása és a csírák genetikai tervezése hibára hajlamos és ebből eredően káros az embrionális fejlődésre. Ezáltal elfogadhatatlan kockázatokkal járna ezeknek az eljárásoknak emberi embriókon való alkalmazása. A fejlődő emberi szervezeten végzett ilyen típusú kísérletek, különösen a maradandó biológiai következményekkel járók ezért nem lennének összhangban az emberen végzett kísérletek jelenleg elfogadott elveivel (lásd az 1964-es Helsinki Nyilatkozatot). Mivel egy fajon végzett kísérletek eredményei nem vihetők át közvetlenül egy másik fajra további kísérletek elvégzése nélkül, egyesek szerint nem létezik etikus módja a génmanipulációnak az emberi fejlődés korai szakaszában.
A gyakorlatban azonban az emberkísérletek nemzetközi szabályai nem állítanak jogi akadályokat a transzhumanisták és mások azon kísérleteinek, hogy utódaikat a csírakiválasztás technológiájával fejlesszék. Kirsten Rabe Smolensky jogszakértő szerint a létező törvények felmentenék a szerencsétlen kimenetel miatti felelősség alól azokat a szülőket, akik úgy döntenének, hogy gyermekeik genomját mesterségesen fejlesztik.
A transzhumanista célokkal szimpatizáló vallásos gondolkodók, mint például Ronald Cole-Turner és Ted Peters teológusok visszautasítják az első érvet, mivel úgy tartják, hogy az "együtt teremtés" doktrínája egyenesen kötelez bennünket arra, hogy génsebészeti módszerekkel javítsuk az ember biológiai tulajdonságait.
A transzhumanisták és a génsebészet más támogatói nem utasítják vissza feltétlenül a második érvet, mivel jelenleg az emberi génmanipulációs kísérletek kimenete meglehetősen bizonytalan. James Hughes bioetikus szerint az emberi genom, az általa meghatározott fehérjék, illetve a szöveti sebészet – ami véleménye szerint szintén kódol – számítógépes modelljeinek elkészítése lehetne az ember génmanipulációjának egyik etikus módja a fejlődés eme korai szakaszában. A bioinformatikán belüli exponenciális léptékű haladás mellett Hughes szerint az emberi testbeli génexpresszió virtuális modellje már nincs messze, és lassanként lehetségessé válik majd a génmódosítások elfogadtatásának felgyorsítása úgy, hogy hatásukat virtuális embereken szimulálják. Gregory Stock közegészségügyi professzor a mesterséges kromoszómákat a létező génsebészeti technikák biztonságosabb alternatívájának tartja. A transzhumanisták ezért vitatják, hogy a szülők erkölcsi felelőssége lenne a döntés az említett módszerek alkalmazásáról, ha megfelelő biztonsággal és hatékonysággal igazolható, hogy a lehető legegészségesebb gyerekeik lennének. Hozzáteszik, hogy ez egy olyan erkölcsi ítélet, amit jobb az egyén lelkiismeretére bízni, mint törvényileg szabályozni a szélsőséges esetek kivételével. A választás szabadságát ebben a környezetben reprodukciós szabadságnak nevezzük.

### A test megsértése („Örök ifjúság forrása” érv)
Mary Midgley filozófus, A tudomány mint üdvözülés: Egy modern mítosz és jelentése (Science as Salvation) című 1992-es könyvében azt a gondolatot, hogy fizikai testünk elhagyásával érjük el a halhatatlanságot – aminek visszhangja az elmefeltöltés transzhumanista elmélete – egy a huszadik század kezdetén működő férfiakból álló tudományos csoportosulásra vezette vissza, köztük J.B.S. Haldane-ra és körének tagjaira. Midgley ezeket az elképzeléseket „áltudományos álmok és próféciák”-ként jellemezte, melyek a test elhagyásának vízióját „elszabadult, önelkényeztető fantáziákkal” társítják. Érvelése a csoport általa áltudományos spekulációknak és irracionális, halálfélelmen alapuló fantáziáknak tartott gondolataira – amelyek szerinte semmibe veszik a laikusokat – és a látomások eszkatológikusságára koncentrál. Sok transzhumanista látja úgy, hogy a 2006-os „A Forrás” című filmben megjelenő, halálfélelemről és az örök ifjúság donkihótei kereséséről szóló motívumokban ezen kritikák jelennek meg.
A Marvin Minsky, Hans Moravec, és néhány más transzhumanista írásaiban megjelenő, a test megsértéseként értelmezhető gondolatok már több kritikus célpontjává váltak az emberi test alapvető koncepcióját érintő problémaként. A transzhumanista program feminista kritikájának egyik vonását tükrözve, Susan Bordo filozófus rámutat a „jelenkori karcsúsággal, fiatalsággal és tökéletes fizikummal kapcsolatos megszállottság”-ra, amely szerinte eltérő módon, de egyaránt hatással van nőkre és férfiakra „a kultúránk által táplált szorongások és fantáziák logikus (bár extrém) megnyilvánulásaként”. Más kritikusok a mozgalom testmódosítással kapcsolatos törekvéseinek más társadalmi következményeit kérdőjelezik meg. Klaus-Gerd Giesen politológus kijelentette, hogy a transzhumanizmus testmódosításra való törekvései az atomizálódó individualizmusnak, valamint a test fogyasztási cikké válásának logikus, ám tragikus következményeit képviselik a fogyasztói társadalomban.
Nick Bostrom szerint a fiatalság visszanyerésének vágya és az emberi test természetes korlátainak túllépése utáni vágy kultúrától és történelmi múlttól független, nem kötődik közvetlenül a 20. századhoz. Érvelése szerint a transzhumanista program ezt a vágyat használja fel arra, hogy a Humán Genom Projekthez hasonló tervvel valósítsa meg az emberiség egyik legősibb reményét, és ezért az nem csak gyerekes álmodozás vagy egy társadalmi trend.

### Az emberi identitás jelentéktelenné válása („Elég” érv)

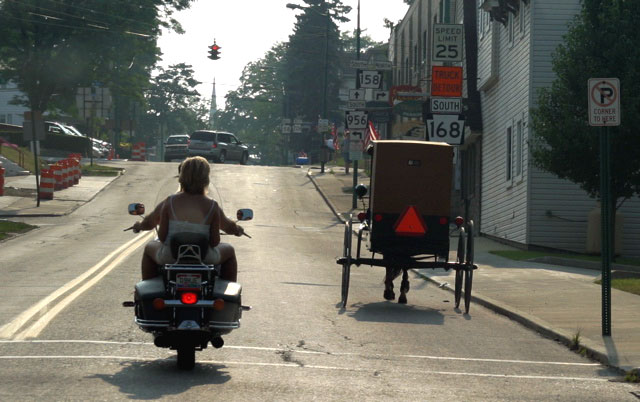
Az amishok egy vallási csoport tagjai az Egyesült Államokban, akik főleg arról ismertek, hogy kerülik bizonyos modern technológiák használatát. A közeljövőben létrejöhet a "Humanis" olyan egyénekből, akik inkább "emberek maradnak", és nem élnek az embert fejlesztő technológiákkal. A transzhumanisták szerint ezen egyének döntését tisztelni és védeni kell majd.

Bill McKibben környezetetikus 2003-ban megjelent „Enough: Staying Human in an Engineered Age” című könyvében több, a transzhumanisták által támogatott technológia ellen érvelt, mint például a csíraválasztás, a nano-gyógyszerek és az életmeghosszabbítási stratégiák. Állítása szerint erkölcsileg helytelen lenne, ha az emberek saját vagy gyermekeik alapvető tulajdonságain változtatnának, hogy megkíséreljenek olyan általános emberi határokat átlépni, mint az öregedésre való hajlam, a maximális várható élettartam, valamint a fizikai és szellemi képességeik természetes korlátai. Az, hogy ilyen beavatkozásokkal „tökéletesítsék” magukat, megszüntetné azokat a korlátokat, amik az észszerű emberi döntéshozatalhoz szükségesek. Azt állítja, hogy az emberi élet értelmét vesztené egy olyan világban, ahol ezeket a korlátokat a technológia segítségével szabadon áthághatnánk. Szerinte még a csíraválasztási technológiák tisztán gyógyászati célból való felhasználásáról is le kéne mondanunk, mivel azok elkerülhetetlenül a szellemi kapacitás módosításával kapcsolatos kísértésekhez vezetnének. Amellett érvel, hogy bizonyos technológiák visszautasítása hasznos lehet egyes társadalmak számára, példaként a Ming Kínát, a Tokugawa Japánt és az amishokat felhozva.
Transzhumanisták és az emberi biológia megváltoztatásának más támogatói, mint például Ronald Bailey tudományos újságíró, elutasítja és szélsőségesen szubjektívnak tartja azt az állítást, mely szerint az élet értelmetlen lenne, ha bizonyos emberi korlátokat áthágnánk az embert fejlesztő technológiák segítségével. Állításuk szerint ezek a technológiák nem befolyásolják azon egyéni és társadalmi kihívásoknak a legnagyobb részét, amikkel az emberiség szembesül. Úgy vélik, hogy egy jobb képességekkel rendelkező személy nehezebb feladatokkal tud majd megbirkózni, és a haladásért vívott harcot a továbbiakban is értelmesnek tartja majd. Bailey szerint McKibben történelmi példái hibásak, és szerinte más következtetésekre kell jussunk, ha jobban megvizsgáljuk azokat. Például az amishok rendkívül óvatosak, ha új technológiák alkalmazásáról van szó, de – mindamellett hogy nem használnak televíziókat és lovas szekerekkel járnak – néhányuk örömmel fogadja a génterápia lehetőségét, mivel a belterjességük számos ritka genetikai betegséget eredményezett.

### Genetikai elkülönülés („Gattaca” érv)
A libertárius transzhumanizmus néhány kritikusa annak várható szocioökonómiai következményeire összpontosított olyan társadalmakban, ahol a gazdagok és szegények közötti különbségek növekednek. Bill McKibben szerint az embert fejlesztő technológiák a nagyobb anyagi forrásokkal rendelkezőknek aránytalanul könnyebben elérhetővé válnak, ami tovább tágítja a gazdagok és szegények közötti szakadékot, egy úgynevezett "genetikai elkülönülést" hozva létre. Lee M. Silver biológus és tudományos író, a "reprogenetika" kifejezés megalkotója – és az azt megvalósító technológiák támogatója – aggodalmát fejezte ki amiatt, hogy ezek az eljárások egy kétrétegű – génmanipulációkkal rendelkező, illetve nem rendelkező rétegekből álló – társadalmat eredményezhetnek, ha a szociáldemokrata reformok késnek ezen javító technológiák megvalósításához képest. A fentieket állító kritikusok emiatt nem feltétlenül fogadják el azt a transzhumanista feltevést, hogy az embert fejlesztő technikák „pozitív előjelet kaphatnak”; szerintük ezeket ellenezni kéne, vagy akár betiltani, mert még több hatalmat ruháznának a már most is nagy hatalmúakra. A kritikusok gyakran említik nézeteik alátámasztásaként az 1997-es Gattaca című filmben ábrázolt disztópikus társadalmat, amelyben az egyének társadalmi státuszát teljes mértékben a genetikai módosításaik határozzák meg.
A nem libertárius transzhumanistáknak, különösen a magukat demokratikus transzhumanistáknak nevezőknek is hasonló a véleménye. Szerintük a jelenlegi és jövőbeli társadalmi és környezeti problémák többségére (munkanélküliség, nyersanyagok kimerülése) olyan egyszerre politikai és technológiai megoldásokat kell találni, mint például a rögzített minimálbér és az alternatív technológiák. James Hughes bioetikus 2004-ben megjelent, Citizen Cyborg: Why Democratic Societies Must Respond to the Redesigned Human of the Future című könyvében az embert fejlesztő technológiák egyenlőtlen elérhetősége miatt kialakuló genetikai elkülönülés problémájának megoldásaként olyan közellátási stratégiát javasol, amely ezen technológiák betiltása helyett a problémák csökkentésére összpontosít. Ennek megvalósítása lehetne egy általános egészségügyi jegyrendszer, ami érvényes lenne az embert fejlesztő technológiákra is. A technológiák betiltása szerinte ronthatná a helyzetet, mivel kockázatossá válhatnának tőle ezek a technológiák, vagy csak a gazdagok számára lennének elérhetők olyan országok feketepiacain, ahol az azokat tiltó törvényeket nem tartanák feltétlénül be.

### Veszélyben az erkölcs és a demokrácia („Szép új világ” érv)
Sokan érvelnek amellett, hogy egy embert fejlesztő technológiákat alkalmazó társadalom olyanná válhat, mint Aldous Huxley Szép új világ című 1932-es novellájának disztópikus társadalma. Leon Kass írásaiban ezzel szemben a civilizált társadalom számára alapvetőnek gondolt intézmények és szokások sérülnek vagy törlődnek el. Francis Fukuyama 2002-es, a Poszthumán jövőnk (Our Posthuman Future) című könyvében, és a Külpolitika (Foreign Policy) című magazinban a transzhumanizmust a világ legveszélyesebb eszméjének nevezte, mivel szerinte az a liberális demokrácia egyenlőségideájának alapjait ássa alá az emberi természet alapvető megváltoztatásával. Jürgen Habermas társadalomfilozófus hasonlan érvel 2003-as Az emberi természet jövője (The Future of Human Nature) című művében. Szerinte az egyén erkölcsi önállósága azon múlik, hogy az nem rendeli alá magát mások egyoldalú előírásainak. Habermas ezzel arra utal, hogy az "emberi faj etikáját" aláaknázná az embrió-állapotbeli génmódosítás. Kritikusok mint Kass, Fukuyama, és több keresztény szerző úgy tartják, hogy az emberi biológia alaposabb megváltoztatására irányuló kísérletek nem csak erkölcstelenek, de a társadalmi rendet is veszélyeztetik. Amellett érvelnek, hogy ezen technológiák megvalósítása a társadalmi hierarchiák természetessé válásához vezetnének vagy új ellenőrzőeszközöket adnának a totalitárius rendszerek kezébe. Joseph Weizenbauer, az MI úttörője egyes kollégáinak – különösen Marvin Minsky és Hans Moravec – gondolkodásában és szóhasználatában megjelenő embergyűlölő tendenciákat kifogásolja, amely az emberi szervezet, mint olyan leértékelésével azt a gondolkodásmódot támogatja, amely elősegítheti a megosztó és demokráciaellenes társadalompolitikák kialakulását.
Ronald Bailey tudományos újságíró 2004-es, Reason című cikkében vitatta Fukuyama állításait, mivel szerinte a politikai egyenlőség soha nem függött az emberi biológiától. Állítása szerint a liberalizmus nem az emberek tényleges, de facto egyenlőségén alapul, hanem a politikai és a törvény előtti, vagyis de jure egyenlőségén. Szerinte a génmanipulációs technológiák azáltal, hogy a jelenleg kevesek által elérhető kiváltságokat mindenki számára elérhetővé teszik, akár segíthetnek is az emberek közötti egyenlőtlenségek kiegyensúlyozásában ahelyett, hogy tovább fokoznák azokat. Mindemellett érvelése szerint „a felvilágosodás legfőbb vívmánya a tolerancia elve”. Véleménye szerint a politikai liberalizmus tulajdonképpen már megoldás az emberi és poszthumán jog problémájára, mivel a liberális társadalmakban a törvény mindenkire egyenlően vonatkozik vagyoni, hatalmi, genetikai – ideértve a genetikai módosításokat is – helyzettől és képzettségi szinttől függetlenül. Más, transzhumanista elvekkel szimpatizáló gondolkodók – mint például Russel Blackford filozófus – szintén tiltakoznak a hagyományra való hivatkozások, illetve az általuk alarmistának, katasztrófát jóslónak tartott Szép új világ típusú érvelések ellen.

### Elembertelenedés („Frankenstein” érv)
Jeremy Rifkin biopolitikai aktivista és Stuart Newman biológus egyetértenek azzal, hogy a biotechnológia képes jelentősen megváltoztatni az egyes élőlények fejlettségi szintjét. Az emberi génsebészet ellen érvelnek, mert attól tartanak, hogy elmosódik a határ az ember és műalkotás között. Keekok Lee filozófus ezt a fejlődést a modernizációs folyamat egy élénkülő területének tartja, amelyben átalakul a „természetes” „műviessé”. Szélsőséges esetben ez olyan „szörnyetegek” készítéséhez és rabigába hajtásához vezethet, mint emberi klónok, ember-állat kimérák, vagy biorobotok. Ugyanakkor a társadalmi és ökológiai rendszerekben az emberek és nem-emberek már ennél jóval kisebb mértékű elmozdulása is problémákat okozhat. Ilyen forgatókönyvek részleteit mutatják be például a Szárnyas fejvadász (1982) című film, a A brazíliai fiúk (The Boys From Brazil) (1978) és a Dr. Moreau szigete (The Island of Dr. Moreau) (1896) című novellák, azonban a kritikusok legtöbbször de Mary Shelley 1818-as Frankenstein című novellájára hivatkoznak, mint olyan példára, ahol a biotechnológiák tárgyiasított, társadalmon kívüli embereket, illetve szubhumánokat hozhatnak létre. Ezen kritikusok általában szigorú óvintézkedéseket – többnyire az emberi génsebészet nemzetközi betiltását – javasolnak az említett veszélyek, az elembertelenedés elhárítása érdekében.
Ronald Bailey Reason magazinbeli cikkében alarmizmussal vádolta a szubhumán, de az emberihez hasonló intelligenciával és aggyal rendelkező lények létrehozásáról szóló kutatások ellenzőit. Bailey ragaszkodik azon elgondolásához, hogy az állatokkal kapcsolatos kutatások kizárolagos célja csak azok egészségügyi haszna lehet.
A transzhumanista személyiségkutatók nem értenek egyet ezekkel az általuk antropomorfóbiának hívott kritikákkal, amit Isaac Asimov „Frankenstein komplexusnak” nevezett meg. Érvelésük szerint az emberi klónok, ember-állat kimérák és genetikailag továbbfejlesztett állatok, ha azok öntudatosak, mind egyedi személyiségek, akik tiszteletet, méltóságot, jogokat és állampolgárságot érdemelnek. Végkövetkeztetésük szerint az etikai problémát nem az úgynevezett szörnyek létrehozása jelentené, hanem amit ők „fúj-tényzőként” – ami szerint a negatív érzések a dolgok gonoszságára illetve ártalmasságára lenne bizonyíték – emlegetnek, illetve az „emberi fajgyűlölet”, ami ezeket a teremtményeket szörnyetegnek nevezné.

### Az erőszakos eugenika szelleme („Eugenikus háborúk” érv)
A transzhumanizmus néhány kritikusa azt állítja, hogy a „korlát”, „fejlesztés” és „javítás” szavak használata már eleve magába foglalja a megkülönböztetést. Néhányan a régi eugenikai, a szociáldarwinista, illetve felsőbbrendű faji ideológiákat és a hozzájuk kötődő múltbeli tevékenységeket az eugenika ellen szóló figyelmeztetéseknek tartják. Attól tartanak, hogy legrosszabb esetben bekövetkezhet egy „eugenikus háború”: államilag pénzelt erőszakos genetikai megkülönböztetés és az emberi jogok megsértése, úgymint a génhibás emberek kötelező sterilizációja, az intézményekbe zártak megölése, de mindenekelőtt az alsóbbrendűnek titulált „fajok” hátrányos megkülönböztetése, illetve irtása. George Annas egészségügyi jogi professzor és Lori Andrews technológiajogi professzor kiemelten támogatják azt az álláspontot, hogy ezen technológiák használata humán-poszthumán kasztháborúhoz vezethet.
Történelmének jelentős részében az eugenika olyan mozgalomként nyilvánult meg, amely akaratuk ellenére akarta sterilizálni a genetikailag nem megfelelőnek tartott egyéneket, illetve elősegíteni a genetikailag megfelelők szelektív szaporítását. A főbb transzhumanista szervezetek erősen elítélik ezen politikák esetleges erőszakosságát és visszautasítják az ezek alapjául szolgáló fajgyűlölő és osztályalapú feltételezéseket. Szintén visszautasítják azokat az áltudományos elképzeléseket, amelyek szerint az eugenikus fejlesztések szelektív embertenyésztéssel viszonylag rövid időn belül megvalósíthatóak lennének. A legtöbb transzhumanista gondolkodó ehelyett az „új eugenikát” támogatja, amely az egalitáriánus liberális eugenika egy formája. Allen Buchanan, Dan Brock, Norman Daniels és Daniel Wikler (nem transzhumanista) bioetikusok 2000-es „From Chance to Choice: Genetics and Justice” című könyvükben amellett érveltek, hogy a liberális társadalmak kötelesek az eugenikus fejlesztéseket a lehetőségeknek megfelelő mértékben alkalmazni (amíg ezen elvek nem sértik az egyének szaporodási jogát, vagy nem gyakorolnak túlzott nyomást a leendő szülőkre), hogy a közegészségügyből a legtöbbet hozzák ki, illetve csökkentsék a természetes genetikai adottságokból, vagy a genetikai fejlesztésekhez való hozzáférés különböző mértékéből eredő egyenlőtlenségeket. A legtöbb hasonló nézeteket valló transzhumanista mégis elhatárolódik az „eugenika” kifejezéstől (inkább a „csíraválasztást” vagy „reprogenetikát” használják), hogy álláspontjuk ne legyen összetéveszthető a korai huszadik századi eugenikai mozgalmakkal.

### Az ember faj kihalási kockázatai („Terminátor” érv)

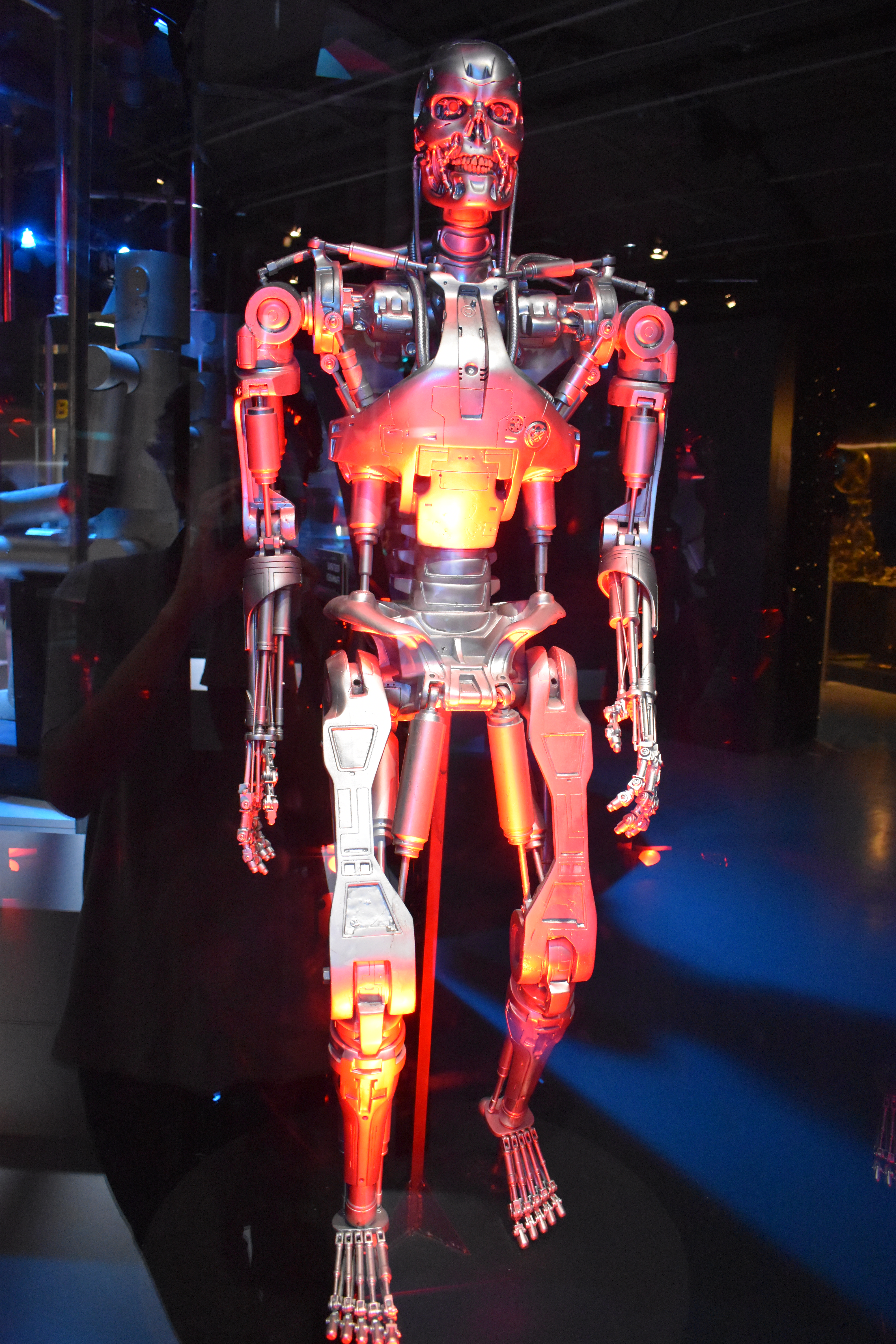
A Terminátor-filmekben szereplő T-800 sorozatszámú kiborg fémváza – egy érzelmektől, és önálló gondolatoktól mentes gyilkológép, amely a beprogramozott feladatát mindenáron végrehajtja

Bill Joy számítástudós miután rátalált egy szakaszra Unabomber Theodore Kaczynski anarcho-primitivista kiáltványában (Ray Kurzweil 1999-es Spirituális gépek kora (The Age of Spiritual Machines) című könyvében, az új technológiák jelentős kritikusává vált. Joy 2000-ben megjelent, Miért nincs szüksége ránk a jövőnek? (Why the future doesn't need us) című esszéjében amellett érvel, hogy a transzhumanisták által támogatott technológiák kifejlesztésével az emberi faj garantálná a saját kihalását. Példaképp – többek közt – a „szürke massza forgatókönyvet” említi, amelyben elszabadult önmásoló nanorobotok az egész ökoszisztémát felemésztve globális katasztrófát okoznak. Joy figyelmeztetései megragadták több technológiával foglalkozó szervezet, mint például az ETC Group figyelmét. Ehhez kapcsolódó gondolatokat szólaltatott meg Kalle Lasn önjelölt neoluddita és „culture jammer” (a kommercializált média egyeduralma ellen fellépő polgár), aki társszerzője volt a Donna Haraway 1985-ös Kiborg kiáltványával kapcsolatos átverésnek, ami reklámba burkoltan kritizálta a techno-utopizmust. Lasn úgy érvelt, hogy a magas szintű technológiai fejlesztéseket maradéktalanul abba kell hagyni, mert azok szükségszerűen szervezeti érdekeket szolgálnak majd, amik a környezetre és a társadalomra nézve beláthatatlan következményekkel fognak járni.
Martin Rees brit királyi csillagász 2003-as, Ütött az utolsó óránk? (Our final hour) című könyvében amellett érvel, hogy a fejlett tudomány és technika legalább annyi lehetőséget hordoz magában a katasztrófák, mint amennyit a haladás számára. Mindazonáltal Rees nem támogatja a tudományos kutatások leállítását. Ehelyett szigorúbb biztonsági intézkedéseket és a hagyományos tudományos nyíltság korlátozását részesítené előnyben. A kötelező elővigyázatosság elvének szószólói, például a környezetvédelmi mozgalmak tagjainak jelentős része, a lassú, óvatos haladást vagy a veszélyt hordozó területeken a leállást támogatja. Az elővigyázatosság elvét követők közül néhányan úgy gondolják, hogy a mesterséges intelligencia és a robotika olyan alternatív gondolkodó életformákat tesz lehetővé, amik veszélyeztethetik az emberi életet. Az ezzel kapcsolatos vitákban gyakran idézik a „Terminátor franchise” ítéletnap-képét, amelyben egy rosszindulatú számítógépes hálózat, Skynet, létrehozása után hamarosan szuperintelligens MI-vé válik, és az emberi civilizációt elpusztító atomháborút kezdeményez.
A transzhumanisták nem zárják ki, hogy a feljövő technológiákat korlátozni kell majd azért, hogy az emberi faj kihalásának kockázatát csökkenteni lehessen. Általában azonban hozzáteszik, hogy az elővigyázatosság elvén alapuló javaslatok sokszor irreálisak és akadályoznák a haladást, szemben a transzhumanizmus technológiákat támogató irányzataival, amelyek reálisabbak és elősegítenék a haladást. James Burke tudománytörténész Kapcsolatok (Connections) című televíziós sorozatában a technológiai változásokat különböző szempontokból vizsgálta, mint például az elővigyázatosság vagy a nyíltság korlátozása szempontjábol. Burke megkérdőjelezi ezen nézetek némelyikének praktikusságát, ugyanakkor megállapítja, hogy a kutatás és fejlesztés eddigi ütemének fenntartása önmagában olyan veszélyeket hordoz, mint a zavarba ejtően gyors változás, illetve bolygónk készleteinek kimerülése. Az általános transzhumanista álláspont gyakorlatias; eszerint a társadalomnak átgondoltan kell cselekednie, hogy a biztonságos, tiszta, alternatív technológiák előnyeit korán élvezhessük a tudománytalan nézetek és a technofóbia támogatása helyett.
Nick Bostrom az úgynevezett differenciális technológiai fejlődést javasolja egy lehetséges transzhumanista megoldásként, amely az egyes technológiák kifejlesztésének sorrendjét próbálná meg befolyásolni. Ebben a megközelítésben a tervezők a feltehetően ártalmas technológiák fejlődését és azok alkalmazását késleltetni, míg a valószínűsíthetően előnyös – különösen azokét, amelyek megvédenének az ártalmas fejlesztésektől – technológiák fejlődését gyorsítani igyekeznének. Philippe Verdoux egy „haladásellenes és pesszimista transzhumanizmus változat” ellen érvelt Transzhumanizmus – haladás és a jövő (Transhumanism, Progress and the Future) című 2009-ben megjelent cikkében.

### Lelki egészség, emberségesség
Az orvostudomány már évek óta foglalkozik a siketekkel és hallásveszteségük miatt megbélyegzik őket, hagyományosan fogyatékosoknak tartja őket, mivel mások, mint a hallók: nem képesek a hangzó beszédet vagy meghatározott zajokat hallani. Mivel nem értik hallás után a beszédet, ezért sok információról lemaradnak, hiszen a többségi halló társadalomban a beszéd a leghatékonyabb kommunikációs eszköz a szándékok, tények közlésére, kérdések feltevésére, így kiemelt szerepet játszik.
A leggyakoribb orvosi vélemények a siketekről, hogy a siketek járása kiegyensúlyozatlan, mert belső hallásuk is kiegyensúlyozatlan, ami elbizonytalanítja a mozgásukat.
A hallássérülteknek tehát szükségük van egy orvosilag beépített cochleáris implantátumra vagy hallókészülékre.[forrás?]
A halló szakemberek sok esetben információk egyoldalú és önkényes alapon történő megszűrésével próbálják a szülőket rábírni a jelenlegi gyógypedagógiában elfogadott álláspont elfogadására. A szülők többsége kevésbé tájékozott, gyermekük javát, érdeküket szem előtt tartva egyeznek bele olyasmibe, ami többet árthat a gyermek pszichéjének, személyi fejlődésének, így identitástudat zavarhoz vezethet.
A többségi társadalomban gyakoriak a félrevezető információk, mert úgy gondolják, hogy a cochleáris implantátummal már az ember hall, minden tökéletes, szép és csodálatos lesz számukra. Sajnos ez nem így van, mert az implantáltaknál gyakori a szómegértési probléma, úgy hallanak, mint egy ép hallású ember egy rossz rádió hangját. A sikeres és a kevésbé sikeres beavatkozások aránya nehezen állapítható meg, mert az orvosok a sikeres, a siketek a kevésbé sikeres vagy sikertelen eseteket látják jellemzőnek.
A kevésbé sikeres implantáltak jó része ma pszichésen beteg, "senki földjén" tengődő felnőttek, akiket a többségi társadalom nem fogad be igazán, mert "furcsán" beszél, a siket társadalom úgyszintén nem fogadja be, mert még ha meg is tanulják a helyi jelnyelvet, akkor sem tudják elfogadni, mert a siketek természetellenesnek tartják az implantátumokat. A két társadalom között lézengenek, nincs egészséges kapcsolatuk az őket körülvevő környezettel, sokszor énképük eltorzult, haragszanak a világra, satöbbi.
Humánusabb lenne, ha a gyógypedagógia nem csak a sikerrel rehabilitált siketekkel vagy implantáltakkal hozakodna elő példaként a siket gyermekek szülei és a nyilvánosság felé, hanem az érem másik oldalát is bemutatná, így lenne mérlegelési lehetőségük a szülőknek, érdekelteknek. Az orvosok szempontjából fontos lenne továbbá vizsgálatokat végezni arról, hogy valójában mekkora a sikeres esetek száma, összehasonlítani az összes esettel, és megállapítani, hogy kikből lehet sikeres implantált, és kiből nem.